# Herniaria ciliolata
Herniaria ciliolata là loài thực vật có hoa thuộc họ Cẩm chướng. Loài này được Melderis mô tả khoa học đầu tiên năm 1957.